# Strangelet
Uno strangelet è una particella ipotetica, uno stato legato contenente dei quark di tipo strange che, se l'ipotesi di materia strana fosse corretta, potrebbero essere più stabili che gli stati legati di quark della materia ordinaria (quark up e quark down) come i protoni e i neutroni. Secondo la teoria, uno strangelet dovrebbe essere composto da un numero uguale di quark up, quark down e quark strange, e andrebbe a costituire l'unità fondamentale della materia strana, che, a sua volta, formerebbe le stelle strane. Più in generale, uno strangelet può essere definito come un frammento isolato di materia strana. Quest'ultima è stata proposta come candidato per la costituzione della materia oscura.

## Possibilità teorica

### Ipotesi della materia strana
Le particelle conosciute composte da quark strange sono instabili per il fatto che questo è più pesante dei quark up e down, quindi le particelle strane, come la Particella lambda, che contiene un quark up, un quark down e un quark strange, perdono sempre la loro stranezza, decadendo in particelle più leggere che contengono solo quark up e down tramite l'interazione debole. Tuttavia, stati di materia con un grande numero di quark potrebbero non essere soggetti a questa instabilità: secondo questa ipotesi, quando è presente un numero abbastanza grande di quark legati tra loro, il livello a più bassa energia risulta essere quello in cui ci siano più o meno lo stesso numero di quark up, down e strange, e questa composizione della materia prende il nome di strangelet. Questa stabilità si verrebbe a creare in virtù del principio di esclusione di Pauli: infatti, essendo presenti 3 tipi di quark, al contrario di quanto avviene nella materia ordinaria che presenta solo quark up e down, più quark possono essere posti in livelli di energia più bassi.

### Relazione con i nuclei
Un nucleo è un raggruppamento di un grande numero di quark up e quark down, che a loro volta sono confinati in triplette che vanno a costituire protoni e neutroni. Secondo l'ipotesi della materia strana, gli strangelets sarebbero più stabili dei nuclei, pertanto ci si aspetta che i nuclei di materia ordinaria debbano decadere in strangelets. Tuttavia questo processo potrebbe rivelarsi estremamente lento, poiché c'è un grande gap energetico da superare: solamente se si verificassero numerosi decadimenti simultanei il numero di quark strange potrebbe raggiungere il punto critico che farebbe passare lo stato della materia a un livello energetico inferiore. È molto improbabile che ciò accada, pertanto anche se l'ipotesi della materia strana resta corretta, non si assisterà mai ad un decadimento di un nucleo atomico in uno strangelet, in quanto il tempo necessario affinché questo avvenga è stimato essere superiore all'età dell'universo.

### Dimensioni
La stabilità degli strangelets dipende dalle loro dimensioni. Ciò è dovuto alla presenza della tensione superficiale che si crea tra i quark e il vuoto, che è più rilevante negli strangelet piccoli piuttosto che in quelli grandi. Inoltre uno strangelet si circonda di una nuvola di elettroni/positroni che crea uno schermo carico elettricamente attorno al "nucleo", ma affinché la carica interna sia neutra, è necessario che le dimensioni dello strangelet siano paragonabili a quelle della materia ordinaria. La distanza di questo schermo dal nucleo di quark tende a essere intorno all'ordine dei femtometri, dunque solo i pochi femtometri esterni di uno strangelet possono portare carica.
Non si sa quale sia la tensione superficiale della materia strana. Nel caso in cui fosse più piccola di un certo valore critico (pochi MeV per femtometro al quadrato), gli strangelets più grandi tenderebbero a decadere in strangelets più piccoli; tuttavia ciò potrebbe essere controbilanciato dalla gravità all'interno di una stella strana. Se invece la tensione superficiale fosse maggiore del valore critico, gli strangelets sarebbero tanto più stabili quanto più grandi.

## Pericoli
Sempre se l'ipotesi della materia strana fosse corretta, uno strangelet a carica negativa prodotto in un acceleratore che incontra della materia ordinaria potrebbe convertire quest'ultima in materia strana (cioè composta da quark strange), il che scatenerebbe una reazione a catena la quale porterebbe alla conversione di tutta la materia della Terra in materia strana.
Se lo strangelet prodotto avesse carica positiva non vi sarebbero invece conseguenze pericolose.